# Gyroporaceae
Gyroporaceae är en familj av svampar. Gyroporaceae ingår i ordningen Boletales, klassen Agaricomycetes, divisionen basidiesvampar och riket svampar.
|              | Serpulaceae                 |
|              |                             |
|              | Sclerogastraceae            |
|              |                             |
|              | Sclerodermataceae           |
|              |                             |
|              | Rhizopogonaceae             |
|              |                             |
|              | Protogastraceae             |
|              |                             |
|              | Paxillaceae                 |
|              |                             |
|              | Hygrophoropsidaceae         |
|              |                             |
| Gyroporaceae | \| \| Gyroporus \| \| \| \| |
|              | \| \| Gyroporus \| \| \| \| |
|              | Gomphidiaceae               |
|              |                             |
|              | Gastrosporiaceae            |
|              |                             |
|              | Gasterellaceae              |
|              |                             |
|              | Diplocystidiaceae           |
|              |                             |
|              | Coniophoraceae              |
|              |                             |
|              | Boletinellaceae             |
|              |                             |
|              | Boletaceae                  |
|              |                             |
|              | Amylocorticiaceae           |
|              |                             |
|              | Calostomataceae             |
|              |                             |
|              | Suillaceae                  |
|              |                             |
|              | Tapinellaceae               |
|              |                             |
|              | Marthanella                 |
|              |                             |
|              | Corneromyces                |
|              |                             |
|              | Corditubera                 |
|              |                             |
|              | Jaapia                      |
|              |                             |
|              | Phaeoradulum                |
|              |                             |
|              | Coniophoropsis              |
|              |                             |
|              | Gyroporus                   |
|              |                             |

|  | Gyroporus |
|  |           |

## Bildgalleri

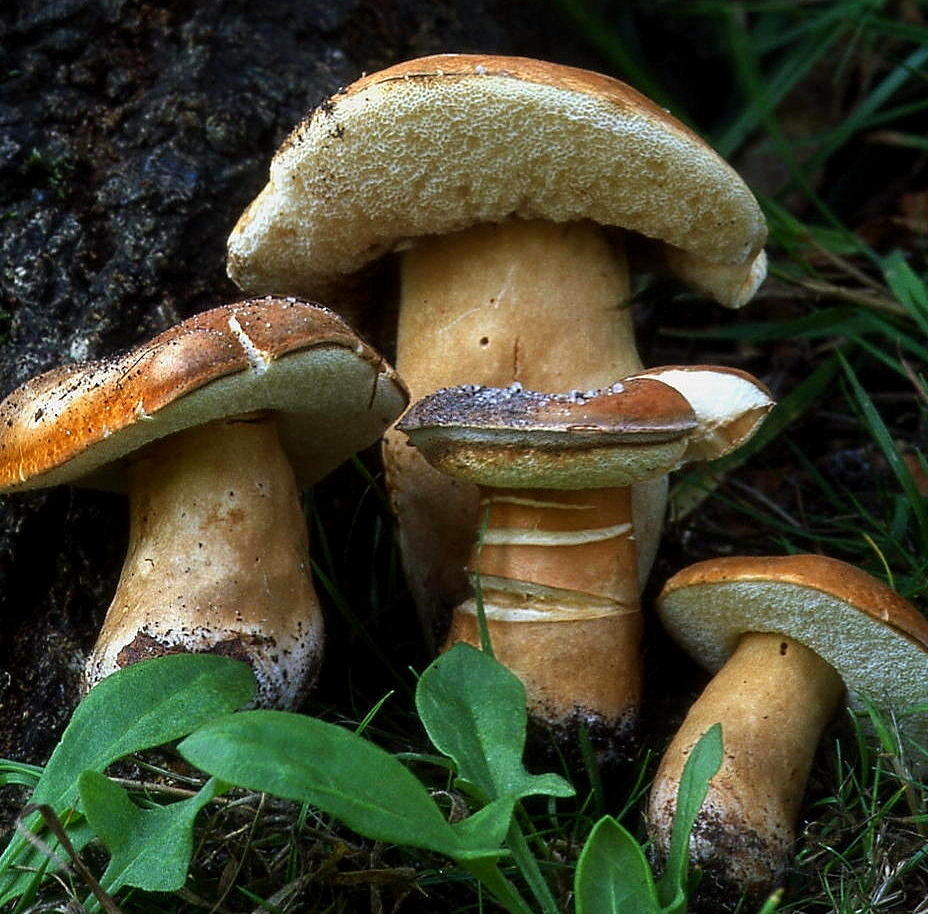
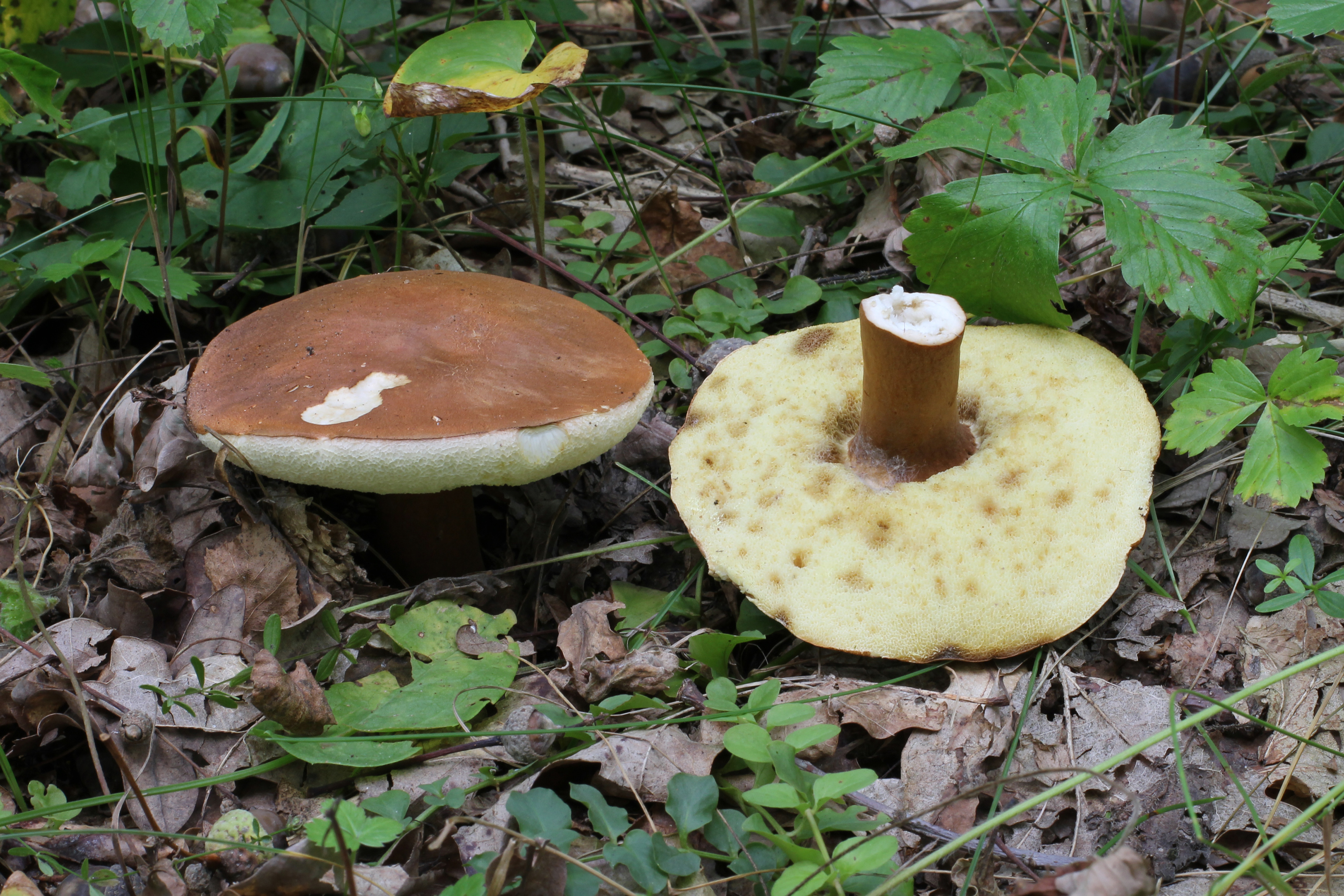